# Acaciella
Acaciella es un género de plantas pertenecientes a la familia de las fabáceas. Comprende 58 especies descritas y de estas, solo 21 aceptadas.

## Taxonomía
El género fue descrito por Britton & Rose y publicado en North American Flora 23(2): 100. 1928.

## Especies seleccionadas
- Acaciella angustissima (antes: Acacia angustissima)
  - Acaciella angustissima var. angustissima  (antes: Acacia angustissima var. angustissima)
  - Acaciella angustissima var. filicoides (antes: Acacia angustissima var. filicioides)
  - Acaciella angustissima var. texensis (antes: Acacia angustissima var. texensis)
- Acaciella barrancana (antes: Acacia barrancana)
- Acaciella bicolor (antes: Acacia bicolor)
- Acaciella chamelensis (antes: Acacia chamelensis)
- Acaciella glauca (antes: Acacia glauca)
- Acaciella goldmanii (antes: Acacia goldmanii)
- Acaciella hartwegii (antes: Acacia hartwegii)
- Acaciella igualensis (antes: Acacia igualensis)
- Acaciella lemmonii (antes: Acacia angustissima subsp. lemmonii)
- Acaciella painteri
  - Acaciella painteri var. houghii (antes: Acaciella houghii)
  - Acaciella painteri var. painteri (antes: Acacia painteri)
- Acaciella rosei (antes: Acacia rosei)
- Acaciella sotoi
- Acaciella sousae (antes: Acacia sousae)
- Acaciella tequilana
  - Acaciella tequilana var. crinita (antes: Acaciella crinita)
  - Acaciella tequilana var. pubifoliolata
  - Acaciella tequilana var. tequilana (antes: Acacia tequilana)
- Acaciella villosa (formerly: Acacia villosa)